# Trisetum pinetorum
Trisetum pinetorum är en gräsart som beskrevs av Jason Richard Swallen. Trisetum pinetorum ingår i släktet glanshavren, och familjen gräs. Inga underarter finns listade i Catalogue of Life.